# Павел (Ивановский)
Епископ Павел (в миру Николай Иванович Ивановский; 18 (30) января 1874, село Сергиевское, Крапивенский уезд, Тульская губерния — 1919, Новочеркасск) — епископ Русской православной церкви, епископ Вяземский, викарий Смоленской епархии. Духовный писатель.

## Биография
Родился 18 января 1874 года в Тульской губернии в семье протоиерея.
В 1895 году окончил Тульскую духовную семинарию и определён учителем начальных школ.
Искреннее благочестие, постоянная скромность и молчаливость, любовь к уединённой жизни обнаруживали в молодом преподавателе наклонность к монашескому бытию.
В 1896 году пострижен в монашество, рукоположён во иеромонаха и назначен миссионером в Иргенский стан Забайкальской епархии.
В 1900 году причислен к Владивостокскому архиерейскому дому. Одновременно зачислен студентом в Восточный Институт на китайско-корейское отделение и стал первым епархиальным стипендиатом.
Два раза командировался институтом в Корею. В 1903 году совершил путешествие от Гезана до Сеула, составив маршрут пройденного пути и описание буддийского монастыря «Сок-оан-са».
В 1904 году окончил Восточный институт во Владивостоке, назначен начальником Российской духовной миссии в Корее с возведением в сан архимандрита.
Став во главе миссии, широко развернул проповедническую деятельность. В 1907 году во Владивостоке, где проживало около 10 тысяч корейцев, было устроено подворье Миссии. За время своего пребывания в Корее крестил 322 корейца, создал пять миссионерских станов, семь школ для корейских детей с 20 учителями и 250—260 учащимися, а также четыре молитвенных дома (в городах Кёхе, Каругай, Сончон, Ильсан). В 1910 года в Сеуле были построены два новых здания для школы — кирпичное и фанзовое. В послевоенный период в составе Миссии трудилось семь сотрудников (три штатных и четыре нештатных): начальник, два иеродиакона, учитель, регент и два русских певчих.
Под его руководством продолжался перевод на корейский язык богослужебных книг. По благословению отца Павла рясофорный послушник Феодор Перевалов с помощью М. Г. Кима положил на ноты многие песнопения на корейском языке, сохранив при этом основы русских церковных мелодий.
В 1910 году в Иркутске состоялся общесибирский миссионерский съезд, в работе которого приняли участие архиепископ Евсевий и архимандрит Павел. Съезд рекомендовал для улучшения работы корейской миссии назначить её начальником самостоятельного епископа.
14 июня 1912 года Император Николай II утвердил доклад Святейшего Синода о бытии епископом Никольск-Уссурийским, викарием Владивостокской епархии начальнику Русской Духовной Миссии в Корее архимандриту Павлу. 22 июня в зале заседаний Синода был совершён чин наречения его во епископа.
24 июня 1912 году в Казанском соборе Санкт-Петербурга хиротонисан во епископа Никольско-Уссурийского, викария Владивостокской епархии. Чин хиротонии возглавил митрополит Антоний (Вадковский).
В 1913 году по инициативе епископа Павла во Владивостоке прошёл первый епархиальный миссионерский съезд, который принял ряд решений, направленных на улучшение миссионерской деятельности в епархии. Кроме того, был создан переводческий комитет, в число членов которого вошёл известный востоковед профессор Восточного института Григорий Подставин. Комитет перевёл и издал почти полный Служебник и Требник, пересмотрел прежние издания, составил духовные листки с проповедями. Уделял большое внимание развитию школьного образования. В некоторых школах был введен урок церковного пения. Полный курс обучения в одноклассной миссионерской школе составлял 4 года, в двуклассной — шесть лет. Если дети не знали или плохо знали русский язык, преподавание в первые годы обучения велось на их родном языке.
С 1914 года председатель епархиальных училищного и миссионерского советов.
Член Поместного Собора Русской православной церкви 1917—1918 годов как заместитель еп. Евсевия (Никольского), участвовал во 2–3-й сессиях, член II, III, VII, IX отделов и подотдела об афонской службе.
5 апреля 1918 года вместе с епископом Камчатским и Петропавловским Нестором в числе 39 архиереев Русской Православной Церкви подписал в Москве «Деяние Священного Собора Православной Российской Церкви о прославлении святителя Софрония (Кристалевского), епископа Иркутского».
С 17 сентября 1918 года — епископ Вяземский, викарий Смоленской епархии, затем временно ею управляющий.
Скончался в 1919 году по дороге в Новочеркасск от сыпного тифа. Погребён в Новочеркасске.
- Орден Святого Владимира 3 степени (ВП к 14.05.1913)

## Сочинения
- Акафист св. апостолам Петру и Павлу.
- Святые песни. Канон покаянный, канон пресвятой Богородице, ангелу хранителю и некоторые церковные песнопения // Иркутские епархиальные ведомости. 1899. № 9-18.
- Краткий очерк развития миссионерского дела среди корейцев Южно-Уссурийского края // Владивостокские епархиальные ведомости. 1904. № 7-11 (Поздняев Д., свящ. История Российской духовной миссии в Корее. М., 1999. С. 115—150).
- Современное положение христианских миссий в Корее // Известия Восточного института. 1904. Т. 12.
- Корейцы-христиане. М., 1905 (2-е изд.).
- Икона Божией Матери Порт-Артурской, или Торжество пресвятой Богородицы. М., 1905.
- Благодарственная песнь Искупителю; Об издании церковно-общественной газеты на Дальнем Востоке; Письмо в редакцию // Владивостокские епархиальные ведомости. 1905. № 24; 1906. № 1, 5, 11.
- Блаженства; Праздничный отдых; В тебе, Господи, всё; Даруй благодать; Одна надежда — Господь; Старомодный и модный; Плач о нерадении // Владивостокские епархиальные ведомости. 1908. № 4, 7, 11, 23-24.
- Из Ефрема Сирина; Моя бабушка (из сельских типов) // Владивостокские епархиальные ведомости. 1909. № 3, 4, 6-9, 11-12, 14-16, 23.
- Из Ефрема Сирина; Маленькая неточность; Письмо в редакцию // Владивостокские епархиальные ведомости. 1910. № 3-7, 10, 12-17, 20/21, 24.
- Из Ефрема Сирина; Антихрист; Рождение плотское и духовное; Привет Камчатскому братству; Сеульская духовная миссия // Там же. 1911. № 1, 5-10, 12, 14/15, 21-22.
- К небу. Стихотворения. Б/м, 1911.
- Речь начальника Корейской Духовной Миссии при наречении его во епископа Никольско-Уссурийского, вик. Владивостокской епархии // Прибавление к «Церковным Ведомостям» 1912, № 26, с. 1073.
- Памяти высокопреосвященного Николая, архиепископа Японского; Речь; К сведению духовенства и благотворителей // Владивостокские епархиальные ведомости. 1912. № 6-8, 15, 22.
- Просьба к духовенству епархии; Предложение духовной консистории // Владивостокские епархиальные ведомости. 1913. № 4, 10.
- Верования, обряды и обычаи корейцев // Забайкальские епархиальные ведомости. 1915. № 7/8. С. 237—243; № 9. С. 292—297; № 10. С. 318—323.
- Краткий устав жизни православного христианина, Авдеевка, 1916 (М.: Сибирская Благозвонница, 2010, 2011 ISBN 978-5-9946-0252-2).
- Слово в Великий пяток; Миссионерство и политика // Владивостокские епархиальные ведомости. 1917. № 7/8, 17/18.
- Проповеди. Уссурийск, 1993.